# František Arnošt
František Arnošt (8. ledna 1936 Lochovice – 24. srpna 2004 Nový Bor ) byl český a československý házenkář, za normalizace podnikový manažer, po sametové revoluci československý politik, poslanec Sněmovny národů Federálního shromáždění za KSČ, později za KSČM.

## Biografie
V letech 1955-1960 vystudoval strojní inženýrství na ČVUT Praha. V období let 1957–1971 pracoval ve Státním výzkumném ústavu sklářské techniky v Praze, v letech 1975–1981 zastával post výrobního ředitele a od roku 1982 i generálního ředitele podniku Crystalex Nový Bor. V tomto oboru ještě působil v letech 1994–1995 jako ředitel firmy Egermann v Novém Boru. Byl rovněž úspěšným sportovcem. Od roku 1959 byl jako brankář členem československého reprezentačního družstva v házené. Byl členem mužstva, které v roce 1967 získalo titul mistrů světa a byl držitelem dalších titulů. V roce 1968 byl vyhlášen nejlepším házenkářem ČSSR a v reprezentaci setrval do roku 1970. Byl nositelem vyznamenání Zasloužilý mistr sportu.
Ve volbách roku 1990 zasedl do české části Sněmovny národů Federálního shromáždění (volební obvod Severočeský kraj) za KSČ (KSČS), která v té době byla volným svazkem obou republikových komunistických stran. Po jejím postupném rozvolňování se rozpadla na samostatnou stranu na Slovensku a v českých zemích. V roce 1991 proto Arnošt přešel do poslaneckého klubu KSČM. Ve Federálním shromáždění setrval do voleb roku 1992.
V roce 2009 a opětovně roku 2011 byl neúspěšně navržen na čestné občanství Nového Boru. Návrh nebyl opakovaně přijat. Kritici vyčítali Arnoštovi jeho komunistickou minulost a členství v Ústředním výboru KSČ (v seznamu členů předlistopadového ÚV KSČ ovšem jeho jméno nefiguruje), zastánci naopak argumentovali jeho zásluhami o rozvoj sportu a místního sklářství. Poukazovali rovněž na to, že primárně byl apolitickým člověkem a členství v komunistické straně později ukončil tím, že přestal platit členské příspěvky. V roce 2011 se uvádí již jako zesnulý. Byla po něm ovšem pojmenována sportovní hala v Novém Boru.